# 福州菜

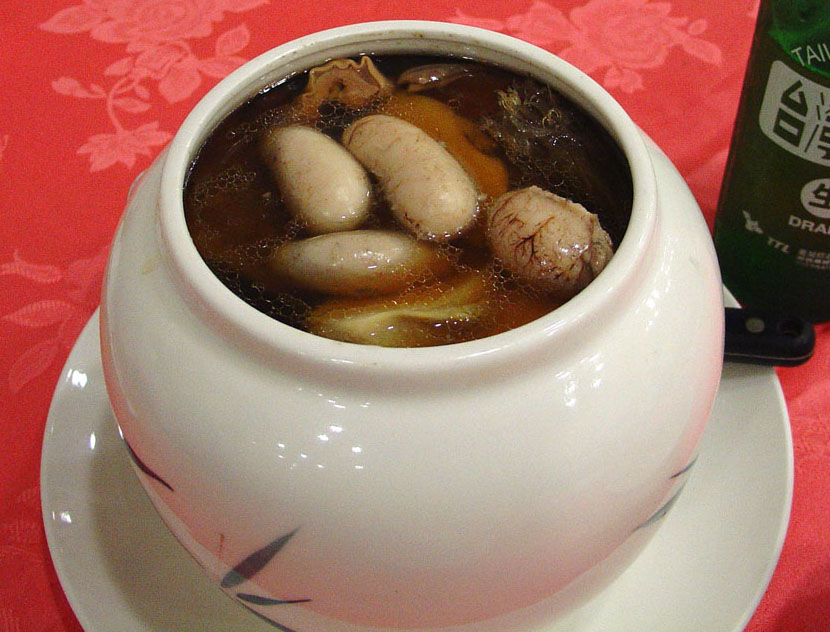
福州佛跳牆

福州菜是发源于中国福建福州一带的闽菜分支菜系，为闽菜一大主流，其特点為味道偏甜、酸、鹹、淡、鲜，尤其重视汤的烹制，有“一汤十变”之说，烹调方法上则以溜、蒸、炒、煨、炖最为常见。
福州菜常用的典型调味料有虾油、红糟等。传统福州菜常以虾油取代食盐和酱油等作为咸味调料进行烹饪，而其注重清淡、鲜香的特点也决定了福州菜极少使用像辣椒一类的辛辣调料。
福州菜著名菜肴有佛跳墙、红糟鸡、淡糟香螺片，鸡汤汆海蚌等。近代福州菜重要发源地之一為创建于清代中后期的福州聚春园，佛跳墙也是由聚春园的厨师郑春发所发明。
福州菜中还有大量的著名小吃，如鱼丸、扁肉燕、鼎边糊、線麵、光饼、拌麵、蛎饼等。
福州菜还被福州移民带往了台湾、东南亚、北美等地，在全球许多福州人社区，比如马来西亚霹雳州的实兆远與砂拉越州的詩巫、美国纽约华埠等地，都能见到福州菜，在台湾台北的龍江街、康定路和東區商圈以及高雄鹽埕區也有著名的福州菜馆。

## 菜式

### 大菜
- 佛跳墙
- 雞湯汆海蚌
- 八宝红鲟饭
- 荔枝肉
- 醉糟鸡
- 太平燕
- 糟鳗
- 流蜞
- 福州杂烩汤/杂菜
- 淡糟香螺片
- 太极芋泥
- 海蛎柯豆腐
- 爆炒双脆
- 白炒鲜竹蛏
- 南煎肝
- 醉排骨
- 鱼唇/肉皮/鱿鱼酸辣汤
- 茸汤广肚
- 班指干贝
- 鸡茸鱼唇[8]
- 香露河鳗
- 涌泉三丝
- 半月沉江[9]
- 荷包鱼翅[8]
- 坛烧八味
- 菊花鲈鱼
- 雪山潭虾
- 玉枝神女
- 香油田鸡
- 香油河虾
- 翡翠珍珠鲍
- 八宝书包鱼[8]
- 龙身凤尾虾
- 红鲟蒸粉丝
- 花芋烧猪蹄

### 地方美食
- 闽清番鸭饭
- 闽清土粉燕
- 闽清蒸笋滑
- 闽清橄榄炖猪肚
- 闽清糟菜炖上排
- 闽清臭籽根炖猪脚
- 闽清下祝红薯粉丝[10]
- 永泰熏鸭
- 永泰嵩口蛋燕[11]
- 永泰赤锡烤兔[11]
- 永泰洑口梅鱼
- 永泰红糟富泉羊
- 福清港头蛏滑粉[12][13]
- 福清港头焖面[14]
- 福清玉屏海蛎饼
- 福清龙张光饼[15]
- 福清高山羊肉煲[16]
- 福清新厝红菇豆腐汤[15]
- 福清番薯丸
- 福清茶食/耷力
- 闽侯红糟螃蜞酥
- 闽侯尚干粉干
- 闽侯尚干小吃
- 长乐漳港鱼面
- 长乐梅花炊鳀[17]
- 长乐古槐肉烧
- 长乐虾米炖魟鱼肝
- 长乐金峰真燕
- 长乐肉米鱼唇
- 长乐鱼面
- 长乐杠面
- 长乐蟹生[16]
- 连江黄岐鱼丸
- 连江黄岐鱼饺
- 连江丹阳肉燕
- 罗源畲家乌米饭
- 罗源畲家菅叶粽
- 罗源碧里下羊肉
- 罗源红糟干煎跳跳鱼

### 小吃
| 鱼丸           | 扁肉燕        | 葱肉饼     | 千层糕     | 芋泥       | 斋           | 鱼滑   | 馬蛋   |
| 八宝饭         | 鼎边糊        | 光饼       | 蛎饼       | 肉丸       | 马耳(註一)   | 马蹄糕 | 迷你糕 |
| 春饼           | 肉松          | 燕皮       | 線麵       | 鱼露       | 烰油𥻵       | 碗糕   | 龜桃   |
| 福州餅（註二） | 萝卜糕/菜头粿 | 福州礼饼   | 银包金     | 米时（xì） | 长乐冰饭[17] | 九层粿 | 虾酥   |
| 捞化           | 达道牛滑      | 长乐清茉莉 | 芋粿三角糕 | 花生汤     | 线面         | 雪片糕 | 清明粿 |
| 炒肉糕         | 安南粿        | 炖罐       |            |            |              |        |        |
註一：一種油炸食品，在臺灣又稱「雙胞胎」。
註二：一種餅，跟光餅很類似，在臺灣又稱[胡椒餅]。

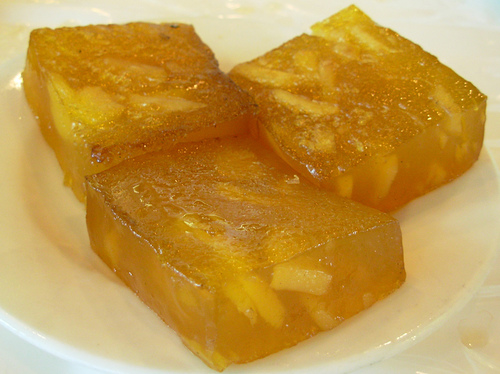
馬蹄糕
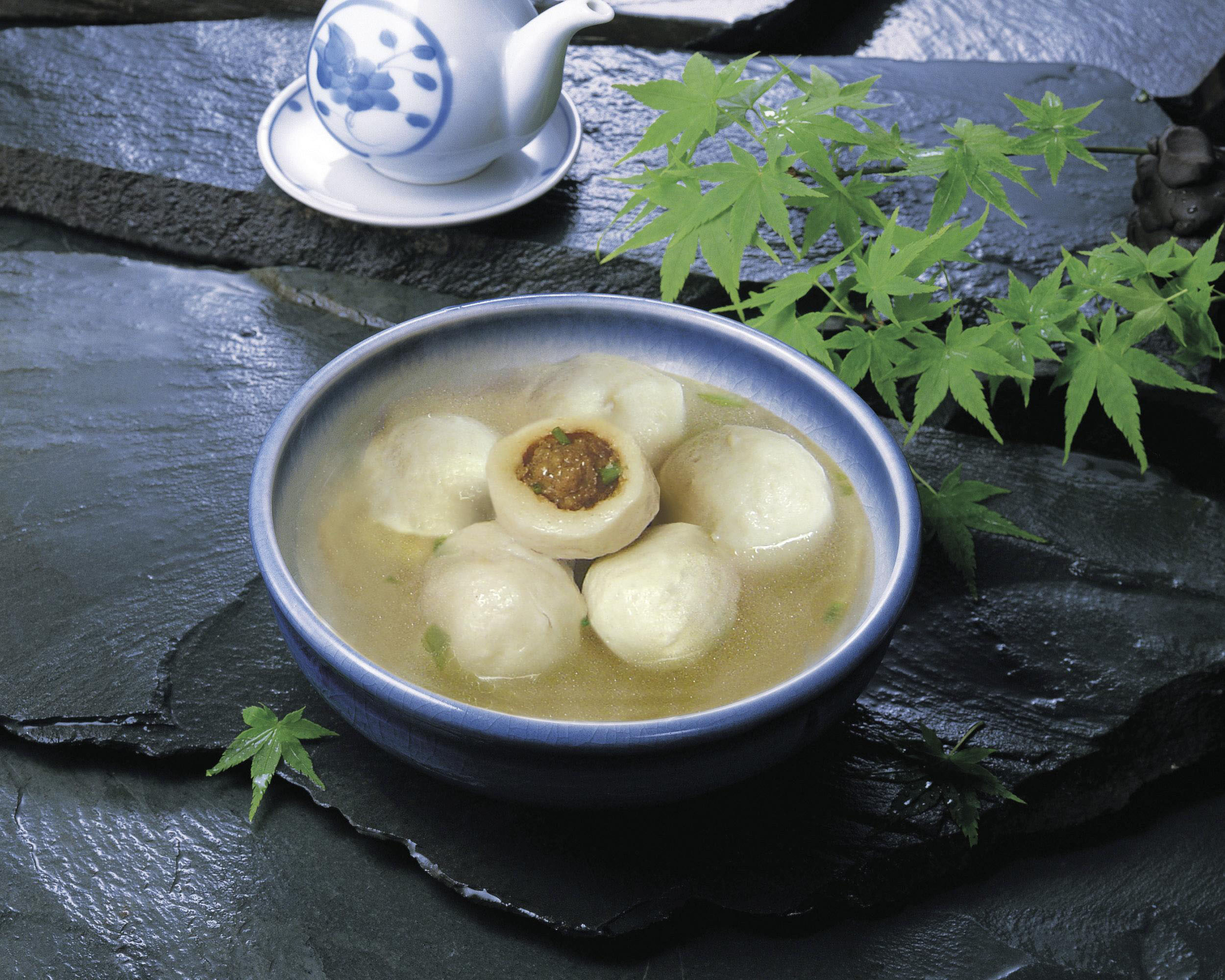
福州魚丸